# Rada vlády pro rovnost žen a mužů
Rada vlády pro rovnost žen a mužů je stálým poradním orgánem vlády České republiky v oblasti vytváření rovných příležitostí pro ženy a muže. Rada byla zřízena usnesením vlády č. 1033 ze dne 10. října 2001.
Rada i se svým sekretariátem od roku 2014 spadá pod Úřad vlády ČR a zasedá nejméně čtyřikrát ročně. Předsedou je člen vlády, do jehož působnosti patří rovnost žen a mužů; v minulosti to byl tehdejší premiér Andrej Babiš, k roku 2024 se jedná o premiéra Petra Fialu. Dále v ní působí odborníci a odbornice na témata spjatá s rovností žen a mužů. Rada nemá pravomoc prošetřovat stížnosti občanů a občanek na porušování principů rovnosti žen a mužů. 
Organizační, odborné a administrativní práce a zveřejňování informací o práci Rady zajišťuje sekretariát Rady.

## Činnosti Rady
Rada připravuje návrhy směřující k prosazování a dosažení rovnosti žen a mužů. Rada zejména:
- sleduje vnitrostátní plnění mezinárodních závazků ČR v oblasti rovnosti žen a mužů, zejména závazků vyplývajících z Úmluvy OSN o odstranění všech forem diskriminace žen a dalších;
- identifikuje ve společnosti aktuální problémy v oblasti rovnosti žen a mužů;
- projednává a doporučuje vládě ČR základní koncepční směry postupu vlády ČR při prosazování rovnosti žen a mužů, zejména prostřednictvím zpracování návrhů týkajících se politik v jednotlivých oblastech rovnosti žen a mužů, návrhů dílčích opatření a podnětů ke zlepšení rovnosti žen a mužů, a to z vlastní iniciativy nebo v rámci úkolů uložených vládou Radě nebo jejímu předsedovi či předsedkyni;
- zaujímá stanoviska k návrhům vládních, resortních a dalších opatření, která se týkají rovnosti žen a mužů;
- hodnotí efektivitu naplňování principu rovnosti žen a mužů v ČR;
- sleduje naplňování a pomáhá realizaci strategických dokumentů vlády ČR pro oblast rovnosti žen a mužů;
- koordinuje základní směry resortních koncepcí v oblasti rovnosti žen a mužů a stanovuje okruh priorit pro projekty resortů na podporu realizace rovnosti žen a mužů;
- spolupracuje s nevládními neziskovými organizacemi zaměřenými na oblast rovnosti žen a mužů a s orgány územní samosprávy.

Rada v minulosti mimo jiné na podzim 2018 doporučila ratifikaci Istanbulské úmluvy a doporučila vládě změnu definice znásilnění v září 2022.

## Výbory a pracovní skupiny
V současnosti jsou při Radě zřízeny následující výbory a pracovní skupiny:
- Výbor pro institucionální zabezpečení rovnosti žen a mužů

- Výbor pro prevenci domácího násilí a násilí na ženách
- Výbor pro vyrovnané zastoupení žen a mužů v politice a rozhodovacích pozicích
- Výbor pro sladění pracovního, soukromého a rodinného života
- Pracovní skupina muži a rovnost žen a mužů
- Pracovní skupina k porodnictví
- Pracovní skupina pro otázky romských žen (od 5. listopadu 2021[5])
- Pracovní skupina k dotačnímu programu Podpora veřejně prospěšných aktivit v oblasti rovnosti žen a mužů